# 彰泰集团
彰泰集团（英語：Zhangtai Group），全称桂林彰泰实业集团有限公司，由黄海涛创立于1992年，总部设在桂林，荣获“2003年度中国房地产品牌企业50强”。